# Ільдіко Тот (водне поло)
Ільдіко Тот (угор. Ildikó Tóth, 1 січня 1987) — угорська ватерполістка.
Учасниця Олімпійських Ігор 2012 року.
Призерка Чемпіонату світу з водних видів спорту 2013 року.